# Gare de Stokke
La gare de Stokke est une gare ferroviaire norvégienne, située dans la commune de Stokke.

## Situation ferroviaire
La gare est située dans la commune de Stokke, dans le comté du Vestfold, et se trouve à 128,24 km d'Oslo.

## Histoire
La gare a été mise en service le 7 décembre 1881, la gare n'a ni changement orthographique mais n'a plus de personnel depuis le 15 septembre 1971. 

## Service des voyageurs

### Accueil
La gare possède un parking de 67 places, un parc à vélo, des automates, une salle d'attente.

### Desserte
La gare est desservie par la ligne régionale R11 qui relie Skien à Oslo et Eidsvoll.

### Intermodalité
Des bus desservent la gare et l'on compte également une station de taxi.